# IC 4079
IC 4079 је галаксија у сазвјежђу Береникина коса која се налази на листи објеката дубоког неба у Индекс каталогу.
Деклинација објекта је + 19° 14' 54" а ректасцензија 13h 1m 56,8s. Привидна величина (магнитуда) објекта IC 4079 износи 16,5 а фотографска магнитуда 17,5.